# Yann Brekilien
 (février 2017).
Si vous disposez d'ouvrages ou d'articles de référence ou si vous connaissez des sites web de qualité traitant du thème abordé ici, merci de compléter l'article en donnant les références utiles à sa vérifiabilité et en les liant à la section « Notes et références ».
Pour les articles homonymes, voir Sicard et Jean Sicard (homonymie).
Jean Sicard, dit Yann Brekilien, né le 11 décembre 1920 à Paris et mort le 12 mars 2009 à Quimper, est un magistrat français, un druide et un écrivain breton lié au mouvement nationaliste. Sa famille est originaire de Blain en Loire-Atlantique.

## Seconde Guerre mondiale
D'après ses dires, il aurait été résistant dès 1941  et aurait fondé un journal clandestin avec les frères Dupouy et les fils du bâtonnier Arrighi[Qui ?]. En 1942, il serait entré à Ceux de la Résistance (CDLR). En 1943, il aurait pris le maquis pour échapper au STO, se serait caché à Elliant, aurait commandé une section de FFI et participé aux combats de l'été 1944[réf. nécessaire]. Son appartenance à la Résistance a été reconnue officiellement.

## Après la guerre
Après la guerre, il poursuit une carrière de magistrat. D'abord juge de paix, il est vice-président du tribunal de grande instance de Vannes (1975-80).
C'est un auteur prolifique, fondateur et président d’honneur de l’Association des écrivains bretons. Il est rédacteur en chef de la revue Breiz de la confédération Kendalc'h. Il est président de Ar Varhekadenn (fédération de tourisme équestre). Druide, il est membre du Gorsedd de Bretagne. Favorable au nationalisme breton, il est administrateur de Coop Breizh, membre du comité de rédaction d’Armor Magazine et du comité d’honneur d’Avenir de la Culture.

## Publications
- Histoire européenne de l'Europe, Paris, Enseignement et perfectionnement techniques, Librairie du Journal des Notaires et des Avocats, coll. Comment Faire, 1965, (BNF 32932743)
- La Vie quotidienne des paysans bretons au XIXe siècle. Préface de Paul Guimard. Paris, Hachette, 1966, prix Bretagne 1966 (multiples rééditions sur 40 ans)
- La Révolte des tracteurs, roman, Paris, la Table Ronde, 1968, (Le problème breton et le problème paysan de 1960 à 1970), ASIN B0000DOMZM. Adaptation théâtrale par Gérard Auffret.
- Prestiges du Finistère - Cornouaille et Léon, France-Empire, collection "Histoire et Terroirs", 1969, ASIN B0000DP64A, réédité en 1995,
- Demeures bretonnes d'aujourd'hui, Les Presses bretonnes, 1969,
- Une culture et une littérature, in Annuaire des dix mille Bretons, Presses universitaires de Bretagne, 1971, pages 169-184 (sur 760 p.)
- Le Livre des vacances en Bretagne, Quimper, Nature et Bretagne, 1972, ASIN B0000DXVJF. Illustrations de Joel-Jim Sevellec, photographies de Patrick Sicard
- La Bretagne qu'il faut sauver, Quimper, Nature et Bretagne, 1972, ASIN B0000DT54F,
- Alan Stivell ou le Folk celtique. Photographies de Padrig Sicard et documents divers. Éd. Nature et Bretagne, Quimper, 1973, ASIN B0000DT5VX,
- Contes et légendes du pays breton, Quimper, Nature et Bretagne, 1973
- Manuel de tourisme equestre, Crépin-Leblond, 1973, ASIN B0000DUT3I,
- Le breton, langue celtique, Quimper, Nature et Bretagne, 1976
- Histoire de la Bretagne, Paris, Hachette, 1977,
- La Bretagne d'hier et de demain, Paris, Jean-Pierre Delarge, 1978,
- Le Cheval, Rennes, éditions Ouest-France, 1978,
- Récits vivants de Bretagne, Paris, Hachette, 1979,
- Nous partons pour la Bretagne, Presses universitaires de France, 1980,
- La Reine sauvage, Paris, Jean-Pierre Delarge, 1980,
- La Mythologie celtique, Paris, Jean Picollec, collection Bibliothèque celtique, 1981,
- La Bretagne, collection Peuples et pays de France dirigée par Yves Plasseraud, Paris, Les Éditions d'Organisation, 1982, ouvrage collectif sous la direction de Yann Brekilien
- Les Châteaux bretons, Rennes, éditions Ouest-France, 1983,
- La Mythologie celtique, Marabout, 1984,
- La Louve et le sanglier : 1. les chemins d'Alésia, Monaco, Éditions du Rocher, 1985,
- La Louve et le sanglier : 1. les chemins d'Alésia, France Loisirs, 1986,
- La Louve et le sanglier : 1. les chemins d'Alésia, Presses Pocket, 1987,
- La Louve et le sanglier : 2. les révoltés d'Armorique, Monaco, Éditions du Rocher, collection "Roman historique", 1987,
- Le Message des Celtes, Éditions du Rocher, collection "Documents", 1989,  (ISBN 2268008193) ;
- Les cavaliers du bout du monde, Monaco, Éditions du Rocher, 1990,  (ISBN 2268009289) ;
- Nouveau manuel de tourisme équestre, ed. Chiron, 1990,
- Mémoires d'Europe, Monaco, Éditions du Rocher, février 1993,
- La Mythologie celtique. Nouvelle édition, Monaco, Éditions du Rocher, 1993,  (ISBN 2268016315) ;
- L'Holocauste breton, Monaco, Éditions du Rocher, Collection Brocéliande, 1994,  (ISBN 2268017095), à propos du camp militaire de Conlie, qu’il appelle un camp de concentration
- Autres contes et légendes du pays breton, Quimper, Nature et Bretagne, 1994,  (ISBN 2852570181) ;
- Le Druide, Monaco, Éditions du Rocher, Collection Brocéliande, 1994,  (ISBN 2268018431) ;
- Les Révoltés d'Armorique. Deuxième édition revue et corrigée, Monaco, Éditions du Rocher, 1995,  (ISBN 2268021424) ;
- Doue a Ziskaras An Tour, Brud Nevez, 1996,  (ISBN 2867751608) ;
- Contes et légendes du pays breton, Quimper, Nature et Bretagne, 1996,  (ISBN 2852570041) ;
- Le Fauve de l'Arrée, Liv'Éditions, 1996,  (ISBN 2910781194) ;
- Secte et son mystère, Diffusion Breizh, 1996,  (ISBN 2909924718) ;
- Grandes figures de l'histoire bretagne, Diffusion Breizh, 1996,  (ISBN 2909924823) ;
- La princesse des mégalithes, Liv'Éditions, Collection Létavia, 1998 ;
- Une religion pour le IIIe millénaire. Amour et tolérance, Monaco, Éditions du Rocher, 1998,  (ISBN 2268028887) ;
- Les Mythes traditionnels de Bretagne, Monaco, Éditions du Rocher, 1998,  (ISBN 2268029468) ;
- La Louve et le sanglier : les chemins d'Alésia, roman, Pocket, collection Agora, 1998,
- L'Imaginaire celtique, éd. Mira, 1999, écrit avec Dominique Besançon et Michel Tréguer. Illustrations de Patrice Pellerin, Obion et Gwendal
- Aux sept vents de la mer Celtique :
  - tome 1 : Rioc, le petit pêcheur,Liv'Éditions, 1999,  (ISBN 291078178X) ;
  - tome 2 : La Victoire des Bagaudes, Liv'Éditions, 1999,  (ISBN 2910781798) ;
  - tome 3 : Liv'Éditions, 2000,  (ISBN 291078181X) ;
  - tome 4 : Liv'Éditions, 2000,  (ISBN 2910781828) ;
- Iseult et Tristan, Monaco, Éditions du Rocher, 2001,  (ISBN 2268040070) ;
- La Reine sauvage, Liv'Éditions, 2001,  (ISBN 2910781402) ;
- Les Secrets des druides, Monaco, Éditions du Rocher, 2002,  (ISBN 2268041336) ;
- La Légende de Mortecampagne (français/breton/américain/allemand), Abadennoù, 2002,  (ISBN 2914937024) ;
- Histoire de la Bretagne, France-Empire, 2004 (grand nombre d'éditions antérieures sur 30 ans),  (ISBN 270480947X),